# Sankt-Petri-Schule
 (juillet 2025).
Si vous disposez d'ouvrages ou d'articles de référence ou si vous connaissez des sites web de qualité traitant du thème abordé ici, merci de compléter l'article en donnant les références utiles à sa vérifiabilité et en les liant à la section « Notes et références ».
La Sankt-Petri-Schule (école Saint-Pierre) est une école fameuse de Saint-Pétersbourg dépendant de la paroisse luthérienne Saint-Pierre. Elle a été fondée en 1709 et a porté plusieurs noms: au début la St. Petri-Schule et le Gymnasium principal allemand Saint-Pierre, à partir de 1918 école soviétique unie du travail N°4, école N°14 N°28, etc., du quartier de Kouïbychev, elle a retrouvé son appellation de Sankt-Petri-Schule en 1991. Elle est surnommée la Petrischule, aussi bien en allemand qu'en russe.

## Histoire
Il existe une lettre du vice-amiral Cornelius Cruys à Pierre le Grand datée de 1709 traitant de l'organisation de la paroisse luthérienne allemande et de son école. Elle se trouvait à l'époque rue des Allemands (plus tard appelée rue Millionnaïa). Elle déménage ensuite dans un nouvel édifice construit spécialement pour elle dans les années 1760 sur la perspective Nevski au no 22. Elle est agrandie en 1799 et reconstruite entre 1876 et 1877, et réaménagée en 1913-1915.
Le premier directeur de la nouvelle école est Anton Friedrich Büsching (1724-1793), théologien luthérien, géographe, historien et pédagogue de renom, invité par la paroisse en 1761. Au cours des trois siècles de son histoire, de grands professeurs de mathématiques ou de physique y enseignent comme Nikolaï Braschmann (1796-1866), Heinrich Lenz (1804-1865), Orest Chwolson (1852-1934), le créateur d'un des premiers manuels de russe et traducteur de l'allemand Johann Georg Born (1778-1851); ou des philologues comme Nikolaï Grietch (1787-1867), le  philosophe et latiniste Alexandre Galitch (1783-1848) qui fut aussi professeur de Pouchkine au lycée de Tsarskoïe Selo, le professeur de langues anciennes Julius Gottlieb Iversen (1823-1900), le zoologue et naturaliste Erich Laxmann (1737-1796), etc.
L'école fête son bicentenaire en 1912. Elle est à l'époque un établissement primaire et secondaire des plus réputés de l'Empire russe avec 1 600 élèves et accueille en priorité les fils de la bourgeoisie d'origine allemande et des Germano-baltes, mais elle compte aussi alors presque 25 % de ses élèves d'origine russe, soucieux d'acquérir une éducation à l'allemande. Elle n'accueille plus uniquement des luthériens. Le français y était aussi enseigné comme langue étrangère, ainsi que d'autres. Dépendant des finances de la paroisse luthérienne Saint-Pierre-et-Saint-Paul qui regroupait la bourgeoisie d'affaires de la capitale impériale, l'école n'avait pas de difficulté matérielle. Elle prévoyait de s'agrandir à la veille de la Première Guerre mondiale.
La guerre va tout changer, l'enseignement en russe devient obligatoire et les manuels en langue allemande disparaissent. Les professeurs qui n'enseignaient qu'en allemand sont renvoyés. Anton Preiss, professeur de gymnastique allemand ne connaissant pas le russe est expulsé en Allemagne. Ensuite les élèves sujets du Kaiser Guillaume ou sujets de l'empereur François-Joseph sont envoyés avec leurs parents dans de lointaines villes de province. Un certain nombre d'élèves des grandes classes pour éviter le mécontentement de la société s'engagent directement comme volontaires dans l'armée impériale russe.
L'école devient une école secondaire de quartier à partir de 1918 et perd toute caractéristique. Son ancien nom est restauré (Petrischule) en 1991 et elle enseigne l'allemand comme matière principale.

## Anciens élèves avant 1917

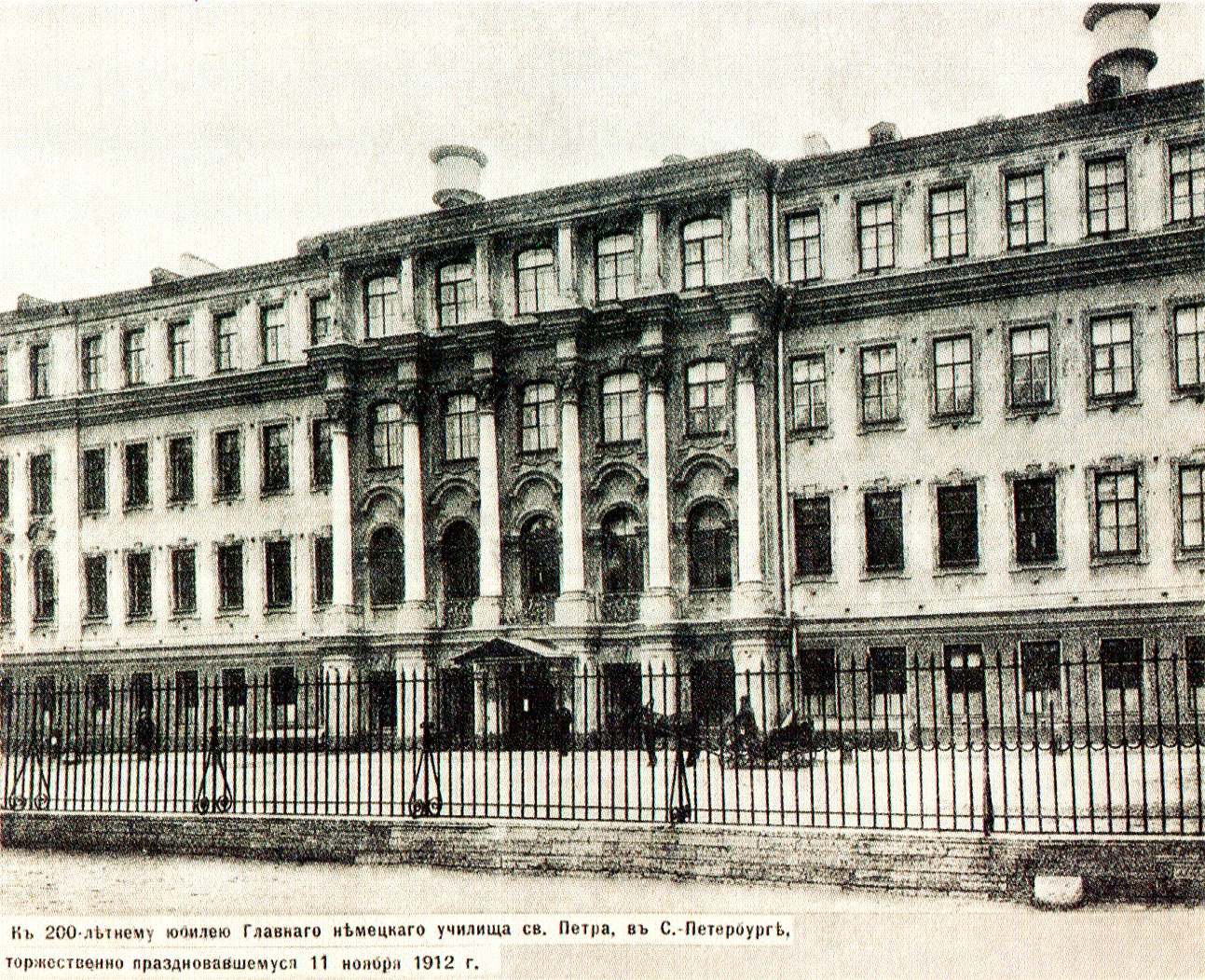
Vue de l'école en 1912

### Architectes, peintres et sculpteurs
- Nikolaï Bach (1853-1885)
- Robert Bach (1872-1876)
- Friedrich Heinrich Bagantz (1834-1873)
- Nicolas Benois (1813-1898)
- Ludwig Bohnstedt (1822-1885)
- Robert Goedicke (1829-1910)
- David Grimm (1823-1898)
- Wilhelm Hekker (1828-1902)
- César Kavos (1824-1883)
- Alexandre Krakau (1817-1888)
- Maximilian von Messmacher (1842-1906)
- Alexandre Poehl (1809-1902)
- Carlo Rossi (1775-1849)
- Hugo Salemann (1859-1919)
- Wilhelm Schaub (1861-1934)
- Viktor Schröter (1839-1901)
- Nicolas Swertschkoff (1817-1898)
- Constantin Thon (1794-1881)

### Hommes de lettres
- Wilhelm Henckel (1825-1910)
- Vassili Komovski (1803-1851)
- Lev Pouchkine (1805-1852)
- Friedrich Schlerck (1872-1897)
- Valentin Stenitch (1897-1938)
- Vassili Toumanski (1800-1860)
- Pavel Wiazemski (1820-1888)

### Scientifiques et médecins
- Friedrich Konrad Beilstein (1838-1906), pionnier de la chimie organique
- Ilya Borchtchov (1833-1878), botaniste
- Eduard Brandt (1839-1891), médecin et zoologiste
- Ludwig Gottlieb Leonid Breitfuss (1864-1950), explorateur de l'Arctique
- Alexandre Brückner (1834-1896), historien ethnologue
- Wilhelm Fröbelius (1812-1886), premier chirurgien-ophtalmologue de Russie
- Gregor von Helmersen (1803-1885), géologue et explorateur
- Wilhelm Junker (1840-1892), explorateur en Afrique
- Friedrich Koeppen (1833-1908), zoologue et botaniste
- Joseph Lahusen (1846-1911), fondateur de la paléontologie en Russie
- Peter Lesgaft (1837-1909), hygiéniste
- Nikolaï Menchoutkine (1842-1907), chimiste
- Theodore Pleske (1858-1932), ornithologue, académicien
- Karl Rauchfuss (1835-1915), fondateur de la pédiatrie en Russie
- Alexander Strauch (1832-1893), herpétologue

### Hommes politiques et officiers
- Alexandre Buchmeyer (1802-1860)
- Ludwig Körber (1863-1919)
- Sergueï Manoukhine (1856-1922)
- Friedrich Martens (1845-1909)
- Alexandre Mikhaïlovski-Danilevski (1789-1848)
- Pavel Tchitchagov (1767-1849)
- Mikhaïl von Visin (1787-1854)

### Juristes
- Valentin Tomberg (1900-1973)

### Musique et arts
- Modeste Moussorgski (1839-1881)
- Eugène, Agathon, Alexandre et Nicolas Fabergé
- Adrian Piotrowski (1898-1937)
- Jelena Jungier (1910-1999)

### Sportifs
- Georges Duperron (1877-1934)

## Aujourd'hui
Aujourd'hui la Sankt-Petri-Schule accueille environ 500 élèves encadrés par une soixantaine de professeurs. L'enseignement est en russe, avec des heures et des matières développées en allemand. L'école organise des échanges avec des établissements secondaires en Allemagne et aux Pays-Bas.

## Sources
- (ru) Cet article est partiellement ou en totalité issu de l’article de Wikipédia en russe intitulé « Петришуле » (voir la liste des auteurs).